# Neukirchener Erziehungsverein
Der Neukirchener Erziehungsverein ist ein deutschlandweit aktives christliches Kinderhilfswerk mit angegliederter Verlagsgesellschaft. Ursprünglich als „Verein zur Erziehung armer, verlassener und verwahrloster Kinder in Familien“ vom evangelischen Theologen und Pädagogen Andreas Bräm im Dezember 1845 in Neukirchen-Vluyn gegründet, liegt die Haupttätigkeit heute sowohl in der Kinder-, Jugend- und Familienhilfe als auch in der Behinderten- und Altenhilfe. In Einrichtungen des Erziehungsvereins werden deutschlandweit über 3000 Kinder und Jugendliche betreut. Präses ist seit 2009 der Bundestagsabgeordnete Siegmund Ehrmann. Schirmherrin der Stiftung Neukirchener Kinder- und Jugendhilfe ist die Präsidentin der Europäischen Kommission Ursula von der Leyen. Der Neukirchener Erziehungsverein ist als freier Träger Mitglied im Diakonischen Werk der Evangelischen Kirche. Der im Jahr 1888 gegründete Neukirchener Verlag konzentriert sich auf die Veröffentlichung theologischer Schriften. 1991 wurde das in Berlin und Brandenburg beheimatete Paul-Gerhardt-Werk als Tochtergesellschaft des Neukirchener Erziehungsvereins gegründet. Dieser ist in Berlin und hauptsächlich in Südbrandenburg tätig. Dazu gehören in Südbrandenburg zum Beispiel die „Alte Schule“ in Klingmühl. Diese Einrichtung hat sich schwer erziehbaren Kindern und Jugendlichen angenommen.

## Einrichtungen
Der Neukirchener Erziehungsverein unterhält sowohl ambulante als auch stationäre Einrichtungen für benachteiligte, misshandelte oder behinderte Kinder. Insgesamt werden vom Neukirchener Erziehungsverein mehr als 3000 Menschen in den verschiedenen Einrichtungen von ungefähr 1800 Mitarbeitern betreut. Im Bereich der Behindertenhilfe kommt dabei das Assistenzmodell nach Willem Kleine Schaars zum Einsatz.
- Ambulante Einrichtungen: Neben Kinder- und Jugendhilfebüros existieren Förderschulen, heilpädagogische Tagesgruppen und Jugendzentren.
- Stationäre Einrichtungen: Zentrum der stationären Einrichtungen bildet das Kinder- und Jugenddorf in Neukirchen-Vluyn. Darüber hinaus existieren deutschlandweit Wohngruppen sowie Projekte wie betreutes Wohnen oder Sozialraumprojekte in zehn Bundesländern. Des Weiteren betreibt der Erziehungsverein drei Altenheime.

Seit September 2010 werden auf einem Bauernhof in Neukirchen-Vluyn jugendliche Intensivstraftäter bis zu ihrer Gerichtsverhandlung intensivpädagogisch betreut. Der Neukirchener Erziehungsverein kooperiert dazu mit dem Projekt „Stop and Go NRW“.

| Ort                | Einrichtungen |
| ------------------ | --- |
| Neukirchen-Vluyn   | Haus Elim Kinder- und Jugenddorf Andreas-Bräm-Haus Mutter-Kind-Haus Verbund der ambulanter Hilfen im Erziehungsverein Ambulant Betreutes Wohnen für Menschen mit Behinderung (Behindertenhilfeverbund) Ambulante Hilfen Neukirchen-Vluyn Individualpädagogische Projekte Jugendzentrum Klingerhuf Sonneck-Schule Hans-Lenhard-Schule Heilpädagogisch-therapeutische Tagesgruppen Wohngruppe Haus Panama Wohngruppe Villa Kunterbunt Wohnheime 1-3 Freizeit- und Begegnungsstätte Vluyn Matthias-Jorissen-Haus Neukirchener Berufskolleg Diakonieausbildungsstätte Diakoniestation Neukirchen-Vluyn Fortbildungsakademie Tagesstruktur in Vluyn |
| Moers              | Ambulante Hilfen Moers Heilpädagogisch-therapetische Tagesgruppen Wohnheim Heinrichstraße |
| Duisburg           | Ambulante Hilfen Duisburg WG Kompass Außenwohngruppe Andreas-Bräm-Haus |
| Essen              | CVJM Sozialwerk |
| Geldern            | Ambulante Hilfen Geldern |
| Kamp-Lintfort      | Ambulante Hilfen Kamp-Lintfort |
| Wesel              | Ambulante Hilfen Wesel |
| Krefeld            | Ambulante Hilfen Krefeld Außenwohngruppe Andreas-Bräm-Haus Individualpädagogische Projekte Gerhard-Tersteegen-Haus, Mitte Bonhoeffer-Haus, Hüls Tagespflege am Insterburger Platz, Gartenstadt Tagespflege im Gerhard Tersteegen Haus, Mitte |
| Neuss              | Ambulante Hilfen Neuss |
| Düsseldorf         | Ambulante Hilfen Düsseldorf |
| Köln               | Ambulante Hilfen Köln Modell Buchheim Pädagogische Intensivgruppe Ehrenfeld |
| Hürth              | Ambulante Hilfen Hürth |
| Aumühle            | Individualpädagogische Projekte |
| Lüneburg           | Individualpädagogische Projekte |
| Uetze              | Individualpädagogische Projekte |
| Wismar             | Individualpädagogische Projekte |
| Doberlug-Kirchhain | Familienwohngruppe |
| Finsterwalde       | Wohngruppe für 12- bis 18-Jährige „Alte Schule“ in Klingmühl />Heilpädagogische Gruppe Gruppe „Life Leben Erlernen“ Ambulante Gruppe Finsterwalde Gruppe „Phönix“ |
| Cottbus            | Wohngruppe Hopfengarten Mutter-Kind-Haus Käthe-Kollwitz-Haus Wohngruppe Bonnaskenplatz Kinderhaus Diesterwegstraße Ambulante Dienste Cottbus Individualpädagogische Projekte Martin-Luther-King-Schule |
| Forst              | Wohngruppe Triebler Straße Familien- und Erziehungsberatungsstellen Familienwohngruppe Ambulante Dienste Forst „Wohnhof Forst“ |
| Berlin             | Wohnheim Börnestraße Schülerinnenheim Kinder- und Jugendwohnheim Bethanien Kreuzer-Jugendsozialarbeit im Wrangelkiez Mädchenwohngruppe Adolfstraße Pro Xeno – interkulturelle Gruppen Aufbruch |

## Neukirchener Verlagsgesellschaft
Die Neukirchener Verlagsgesellschaft besteht aus drei Verlagen: Dem im Jahr 1888 gegründeten Neukirchener Verlag, dem 1891 gegründeten aussaat-Verlag sowie dem Neukirchener Verlagshaus. Im Selbstverständnis kommen die Verlage einem „literaturmissionarische Auftrag“ nach und die Veröffentlichungen decken verschiedenste theologische Bereiche ab. Zu den bekanntesten Veröffentlichungen gehören der alljährlich erscheinende Neukirchener Kalender sowie die Kinderbibel von Irmgard Weth (evangelische Theologin und Philologin und Ehefrau von Rudolf Weth). Zu weiteren bekannten Autoren zählt Pfarrer und Schriftsteller Wilhelm Busch sowie der evangelische Theologe und Dozent Rudolf Weth.

## Personen
Besonders mit dem Erziehungsverein verbundene Personen sind der Schriftsteller Gustav Dessin (ab 1933 Verlagsredakteur des Erziehungsvereins Neukirchen), der Theologe und Dozent Rudolf Weth (von 1973 bis 2003 Direktor und Theologischer Vorstand des Erziehungsvereins), der Musiker und Komponist Hans-Jürgen Hufeisen, der selbst bis 1972 im Kinderdorf Neukirchen-Vluyn aufwuchs, sowie der Präses der Evangelischen Kirche im Rheinland Nikolaus Schneider, der einen Sitz im Aufsichtsrat des Erziehungsvereins bis 2013 innehatte. Die ehemalige Landesbischöfin Margot Käßmann war 2008 Gast beim 163. Jahresfestes des Erziehungsvereins und hielt die Predigt im Festgottesdienst. Ein weiterer prominenter Gast war Franz Müntefering, der das Sozialraumprojekt „Kempener Feld“ in Krefeld in seiner Funktion als Mitglied des Familienausschusses des Bundestages besuchte.